# マイルズ・ランプソン (初代キラーン男爵)
初代キラーン男爵マイルズ・ウェダーバーン・ランプソン（英: Miles Wedderburn Lampson, 1st Baron Killearn, GCMG, CB, MVO、1880年8月24日 - 1964年9月18日）は、イギリスの外交官、政治家、貴族。
第二次世界大戦中にイギリスの半植民地エジプトの実質的な統治者だった。北アフリカ戦線でのドイツ軍の快進撃に刺激されてエジプトの反英民族主義機運が高まった際、これを弾圧して反英民族主義内閣の樹立を阻止した。しかしその強引なやり口はエジプト民族主義運動の反発を招き、戦後のエジプト革命とスエズ戦争を招く。

## 経歴

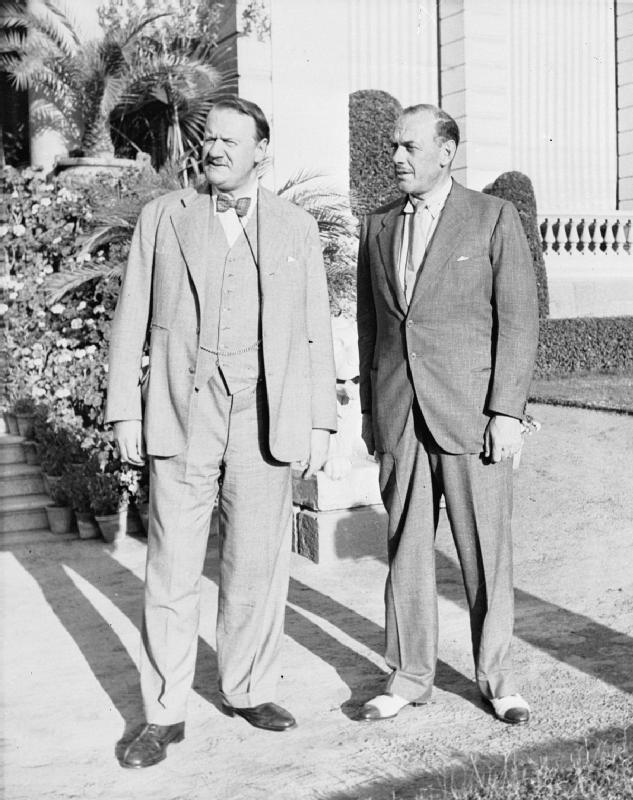
1941年のカイロの英国大使館。本国の中東担当大臣オリヴァー・リトルトン(右)とともに

1880年8月24日に初代準男爵カーティス・ミランダ・ランプソンの三男でサリー州やロンドンの治安判事を務めたノーマン・ランプソンとその妻ヘレン（旧姓ブラックバーン）の間の次男としてスコットランド・スターリング・キラーンに生まれた。
イートン校を卒業。1903年に外務省に入省。
1906年に、明治天皇へのガーター勲章使節団の一員として来日した。
中華民国や日本などアジア諸国での勤務が多かった。1920年にはシベリア高等弁務官(High Commissioner to Siberia)に就任した。1926年から1933年にかけては中華民国駐在の特命全権公使(envoy extraordinary and minister plenipotentiary)を務める。
1933年12月にマクドナルド挙国一致内閣が成立するとエジプト高等弁務官(High Commissioner to Egyp)とスーダン高等弁務官(High Commissioner to Sudan)に就任。1936年からはエジプト大使となる。エジプトは形式的には独立国だったが、1882年に英軍に占領されてからというもの実質的にはイギリス支配下にあったため、彼がエジプトの統治者も同然であった。
1936年に即位した若いエジプト国王ファルーク1世は他のイギリス支配下のアラブ諸国の国王と同様にイギリスの傀儡王となるための教育を受けて育ったが、彼は大英帝国の力の衰えを見抜いていた。ランプソンはファルークを「あの子」と呼んで、はじめは恩着せがましく、後には軽蔑的な態度で接したが、ファルークはしばしばこれを鼻であしらってイギリスに反抗的な態度を取るようになっていった。
とりわけ第二次世界大戦中にロンメル元帥率いるドイツ軍がカイロに迫った際、ファルークはイギリス軍をエジプトから叩き出すチャンスが来たと見て反英内閣の樹立を決意した。しかしこれに焦ったランプソンは、1942年2月にファルークに対してムスタファ・エル・ナハスを首相とするイギリス傀儡内閣を樹立することを要求した。ファルークがこれを拒否すると宮殿を英軍に包囲させ、もし要求に応じないなら英軍はファルークを拉致し、紅海上の巡洋艦に幽閉するという脅迫を行った。結局この脅迫を恐れたファルークが譲歩し、ナハス内閣が樹立されることになった。
エジプト反英民族主義運動の弾圧を本国のチャーチルから高く評価され、1943年5月17日には連合王国貴族のキラーン男爵に叙せられた。
だがこのランプソンの横暴は、ナセルら民族主義者将校たちの反感を招いた。彼らは革命を起こさねばならないという決意を固め、1952年のエジプト革命(王政廃止)、スエズ運河国有化、イギリスとのスエズ戦争へと繋がっていく。
戦後、強硬な帝国主義者チャーチルが失脚。アトリー労働党政権はエジプト融和政策を目指し、エジプト人から嫌われるランプソンを1946年3月に解任した。
代わって1946年から1948年にかけて南東アジア特別高等弁務官(Special Commissioner to South-East Asia)に任じられ、シンガポールに転任。日本軍の占領以来失われていたイギリスのシンガポール植民地支配の再確立を目指した。
1948年以降はイギリス本国で貴族院議員として主に活動した。また1948年に枢密顧問官に列する。1964年9月18日にヘイスティングスの病院で死去。
彼がエジプトから離任してから18年後のことだったが、その時、彼に代表されるような強引な手段を用いてでも植民地支配の維持を図ってきた大英帝国の中東支配は完全に崩壊していた。
爵位は長男のグラハム・ランプソンが継承した。

## 人物・評価
- 身長192センチ、体重114キロの大男だった[13]。

- 愛国心の強い熱心な帝国主義者であり、エジプトを大英帝国の支配下につなぎ留めておくためにはいかなる行為も正当化されるという持論があった[13]。その高圧的な態度からエジプト人は彼を「第二のクローマー」と呼んだ[2]。
- 『英国人名事典』は不安定なアジアやエジプトを任地として渡り歩いたランプソンの経歴に関して、「彼が（赴任地における）危機を愉しんでいたのは日記や書簡からも明らか」とする一方で、「批判や敵対するもの、脅威に臆することのない卓越したネゴシエーター」と評する[14]。

## 栄典

### 爵位
1943年5月17日に以下の爵位を新規に叙された。
- スターリング州におけるキラーンの初代キラーン男爵（1st Baron Killearn, of Killearn in the County of Stirling）
（勅許状による連合王国貴族爵位）

### 勲章
- 1922年、聖マイケル・聖ジョージ騎士団(勲章)コンパニオン (CMG)[4]
- 1926年、バス騎士団(勲章)コンパニオン (CB)[4]
- 1927年、聖マイケル・聖ジョージ騎士団(勲章)ナイト・コマンダー (KCMG) [4]
- 1937年、聖マイケル・聖ジョージ騎士団(勲章)ナイト・グランド・クロス (GCMG)[4]
- 勲三等旭日中綬章（日本勲章）[15]
- 勲三等瑞宝章（日本勲章）[15]

## 家族
1912年にレイチェル・フィップスと結婚。彼女との間に以下の3子を儲けた。
- 長女メアリー・キャサリン・ランプソン (1915-) ： 陸軍中佐アレグザンダー・モンローと結婚
- 長男グラハム・カーティス・ランプソン (1919-1996) ： 第2代キラーン男爵位を継承
- 次女マーガレット・ミランダ・ランプソン (1923-) ： ジェフリー・ジェイムソンと結婚

1934年にジャクリーン・カステラーニと再婚。彼女との間に以下の3子を儲けた。
- 次男ヴィクター・マイルズ・ジョージ・オルダス・ランプソン (1941-) ： 第3代キラーン男爵位を継承
- 三女ジャケット・ジェーン・フレデリカ・ランプソン（英語版） (1943-) ： 第10代セント・ジャーマンズ伯爵（英語版）ペレグリン・エリオット（英語版）と結婚
- 四女ロクサネ・ローズ・キャサリン・ネイラ・ランプソン (1945-) ： イアン・ロスと結婚